# Sebastián González
Sebastián Ignacio González Valdés (* 14. Dezember 1978 in Viña del Mar) ist ein ehemaliger chilenischer Fußballspieler.

## Karriere

### Verein
González begann seine Karriere 1998 bei CSD Colo-Colo. 2002 nach vier Jahren bei Colo-Colo wechselte zu CF Atlante zum Beginn der Apertura 2002. Er schoss in der Apertura neunzehn Spielen dreizehn Tore und am Ende in der Clausura 2002 waren es dann sechzehn Spiele und sechzehn Tore. In der darauffolgenden Saison schoss er sechs Tore in der Apertura und acht Tore in der Clausura. Durch seine vielen Tore wurde er in Mexico sehr populär und bekam den lustigen Spitznamen „Chespirito“. Während der Apertura 2004 schoss er in siebzehn Spielen zwölf Tore.
2006 wechselte er zu den UANL Tigres. Jedoch wurde er danach jeweils zu CD Veracruz und zu Olimpo de Bahía Blanca in Argentinien leihweise transferiert. Nachdem ihn keiner der beiden Vereine verpflichtete, ließ González seinen Vertrag bei den UANL Tigres auslaufen und wechselte 2008 zu UAG Tecos und spielte dort die Apertura 2008. Zur Clausura 2008 konnten sich die Vereine UAG Tecos und Club León zu einem Tausch einigen. González tauschte mit dem damaligen Toptorjäger Fredy Bareiro von Club León. In seinem letzten Spiel für Club León trug er die Kapitänsbinde, bevor der damals 30-jährige wieder zu seinem ersten Klub CSD Colo-Colo zurückkehrte. Jedoch wurde er nur ausgeliehen.
2009 wechselte er dann zum zyprischen Verein APOP Kinyras Peyias. Nach einer Saison, zehn Spielen und vier Toren, wechselte er nach Mexiko zu Potros Neza. Doch nur eine Saison später zog er weiter nach Bolivien zu Club The Strongest. Nach nur einer Spielzeit wechselte er zum FC Caracas, doch im Januar 2013 zog es ihn zum CD Palestino in seinem Heimatland.

### Nationalmannschaft
Sebastián González war Spieler der chilenischen Olympiaauswahl beim Fußballturnier bei den Olympischen Sommerspielen 2000 in Sydney und gewann überraschend die Bronzemedaille.

## Titel und Erfolge
- Primera División mit CSD Colo-Colo 1998 und 2002
- Bronzemedaille bei den Olympischen Sommerspielen 2000 in Sydney